# 中川晶男
中川 晶男（なかがわ まさお）は、日本の編集スタッフ。アニメーション製作会社ぎゃろっぷに所属。過去には撮影スタッフとして活動していたが、『こちら葛飾区亀有公園前派出所』で編集の仕事を開始。

## 主な作品
- キテレツ大百科（1987年-1996年、撮影）
- こどものおもちゃ（1996年-1998年、撮影）
- こちら葛飾区亀有公園前派出所（1996年-2004年、撮影）※途中から編集へ